# 世界就是這樣結束的
《世界就是這樣結束的》（英語：On the Beach）是英國作家內佛·舒特移民澳大利亞後在1957年寫的末日小說。
故事敘述第三次世界大戰爆發後，整個北半球因核戰已成無人之境，但致命的輻射塵並未停下腳步，正逐漸往南半球飄去。在人類滅亡命運已然註定的情況下，逐步帶出澳洲這塊土地與人民的最後時光，以及五位男女主角在面對死亡到來之前的所作所為。
書名原文「On the Beach」原為海軍術語，意指卸任退休，其意象也在書中多次以各種方式呈現。本作出版後，成為其舒特寫作生涯中最具知名度的作品，也曾於1959年翻拍為電影；2000年再翻拍為電視劇。

## 改編影視
- 《海濱（英语：On the Beach (1959 film)）》（1959年）：由格力哥利·柏，愛娃·嘉德納和弗雷德·阿斯泰爾主演的科幻劇情電影。[3][4]
- 《海滩（英语：On the Beach (2000 film)）》（2000年）：由亞曼·艾桑提（英语：Armand Assante），雷切爾·沃德（英语：Rachel Ward）和布萊恩·布朗主演科幻電視電影。[3][5]